# Otevřený dopis

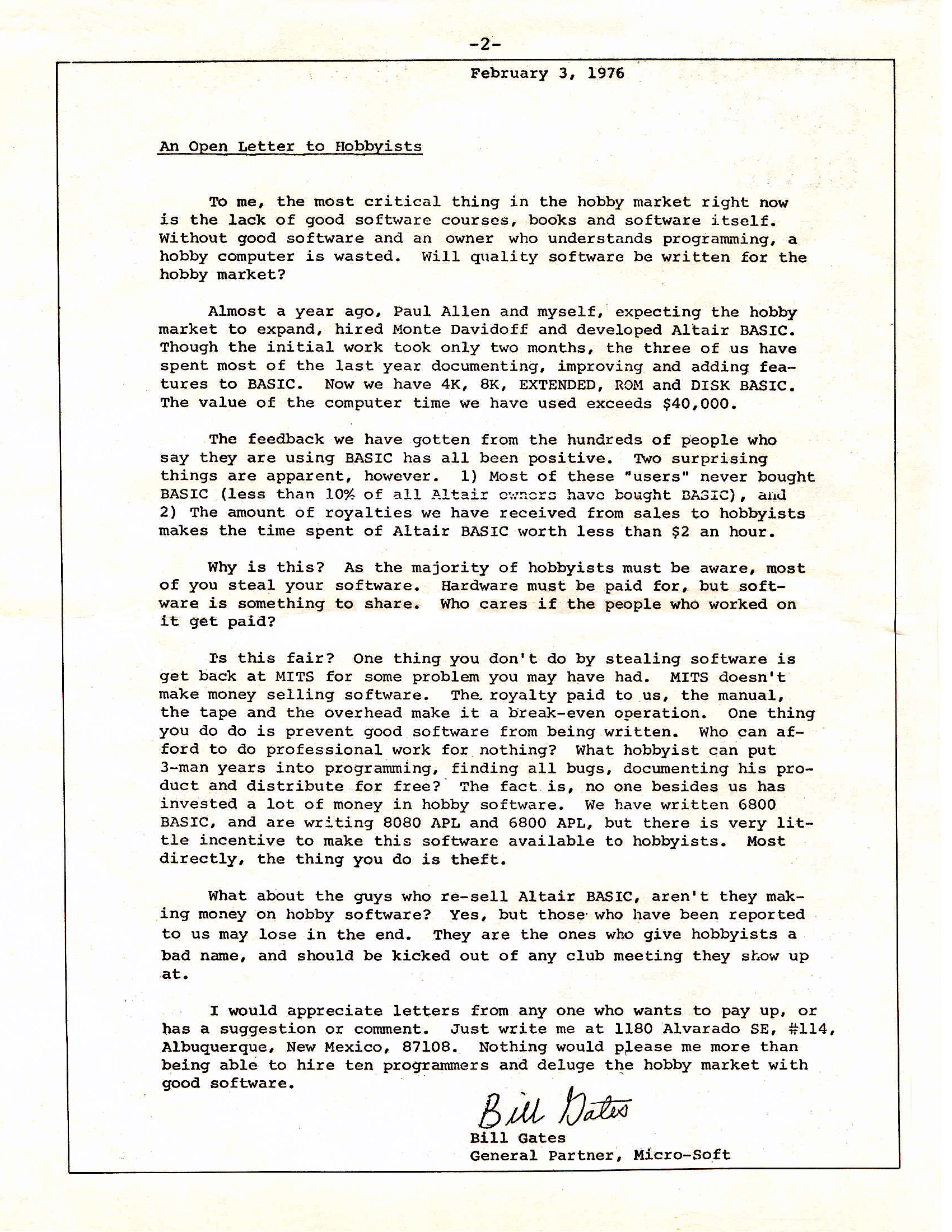
Otevřený dopis Billa Gatese počítačovým nadšencům

Otevřený dopis je dopis, který je určen spíše než adresátovi širokému publiku. Jde tedy o publicistický žánr, má též často blízko k manifestu. Někdy může mít otevřený dopis stylistický charakter skutečně intimního dopisu, avšak přesto je záměrně široce distribuován. Otevřené dopisy jsou obvykle, často spíše formálně, adresované jednotlivci. Kritické otevřené dopisy adresované politickým vůdcům jsou obzvláště běžné. K nejslavnějším takovým patří Žaluji...! Émila Zoly, který byl adresován francouzskému prezidentu Félixi Fauremu a obviňoval francouzskou vládu z nespravedlivého odsouzení Alfreda Dreyfuse za údajnou špionáž. Známým je též například Dopis z vězení v Birminghamu, který napsal Martin Luther King v roce 1963. Takové otevřené dopisy jsou součástí politického aktivismu. Otevřený dopis může být ale napsán i skupině, nejen jednotlivci. To byl případ dopisu Billa Gatese, který roku 1976 napsal raným fanouškům osobních počítačů ("Hobbyists"), ve kterém Gates vyjadřuje zděšení nad epidemií softwarového pirátství. Někdy otevřený dopis může zformulovat i skupina osob či instituce, někdy bývá takový dopis, třeba i dodatečně a spontánně, spolupodepisován. Známým kolektivním otevřeným dopisem byl Dopis šesti adresovaný rumunskému prezidentovi Nicolaemu Ceaușescuovi. Jeho autorem byl bývalý předseda odborového svazu Gheorghe Apostol a spolupodepsali jej další dlouholetí funkcionáři Komunistické strany Rumunska: Alexandru Bârlădeanu, Silviu Brucan, Corneliu Mănescu, Constantin Pîrvulescu a Grigore Răceanu. Pokud takový dopis spolupodepisuje velká skupina lidí, může mít blízko až k petici. To je případ otevřeného dopisu na podporu napadené Ukrajiny, který v roce 2022 podepsalo přes 200 nositelů Nobelovy ceny. Dopis byl adresován vůdci agresorské země Vladimiru Putinovi. Autor dopisu ho ani nemusí odeslat adresátovi, podstatou je zveřejnění, obvykle v tištěných médiích nebo na internetu. Adresát nemusí být dokonce ani zcela jasný. Kupříkladu Otevřený dopis 40 intelektuálů (estonsky: Neljakümne kiri), který napsala skupina exilových estonských osobností, byl formálně adresován sovětským deníkům Pravda, Rahva Hääl a Sovetskaja Estonija, nicméně tvůrci dopisu věděli předem, že žádná z těchto tiskovin ho neotiskne, a že hlavním cílem je publikace v médiích exilových a v médiích jako rozhlasová stanice Svobodná Evropa. Otevřené dopisy, publikované v novinách, se staly běžnějšími na konci 19. století. Otevřené dopisy psané vědci mohou procházet podobným procesem tvorby jako vědecké články, včetně neformálního recenzního řízení. Někdy se na veřejné dopisy i odpovídá, výsledkem pak bývá veřejná polemika. Ta ale nemusí mít jen formu veřejných dopisů, byť podstata je stejná: odpověď zdánlivě osobní, která se však ve skutečnosti obrací na veřejnost, publikum, třetí osobu. Otevřené dopisy mohou mít i formu šikany a lynče, například Eric Kaufmann charakterizoval vlnu otevřených dopisů v akademické sféře vyzývajících k propouštění akademiků (tzv. cancel culture) za formu "tvrdého autoritářství". K nejznámějším otevřeným dopisům v českém kulturním prostoru patří Dopis Václava Havla Gustávu Husákovi z roku 1975 nebo Palackého slavné Psaní do Frankfurtu z roku 1848.